# Helter Skelter (libro)
Helter Skelter - Storia del caso Charles Manson (in lingua originale Helter Skelter: The True Story of The Manson Murders) è un romanzo scritto da Vincent Bugliosi e Curt Gentry, originariamente pubblicato negli Stati Uniti nel 1974. In Italia fu pubblicato solo nel 2006 da Mondadori. Il viceprocuratore distrettuale Bugliosi era stato il pubblico ministero nel processo a Charles Manson del 1970. Il libro presenta il suo resoconto di prima mano sui casi di Manson, Susan Atkins, Patricia Krenwinkel, Leslie Van Houten e di altri membri della cosiddetta "Famiglia Manson". È il libro basato su fatti di cronaca nera più venduto della storia.

## Descrizione
Il libro racconta le indagini, l'arresto e l'accusa di Charles Manson e dei suoi seguaci che nel 1969 furono gli autori dell'eccidio di Cielo Drive (dove una delle vittime fu l'attrice Sharon Tate, giovane moglie incinta del regista Roman Polański), degli omicidi di Leno e Rosemary LaBianca, e di molti altri reati.
Il titolo del saggio è tratto dal nome dato da Manson (ispirandosi all'omonima canzone dei Beatles) alla sua teoria di un'imminente guerra razziale tra bianchi e neri che avrebbe decimato la popolazione mondiale. Manson era particolarmente affascinato dal White Album dei Beatles, dal quale proviene la canzone.

## Pubblicazione ed accoglienza
La prima edizione di Helter Skelter fu pubblicata nel 1974 negli Stati Uniti d'America e divenne un bestseller. Nel 1975 il libro vinse l'Edgar Award nella categoria Best Fact Crime, e servì da base per due film tv, usciti nel 1976 e nel 2004, ispirati ai fatti di cronaca narrati nel libro. All'epoca della morte di Bugliosi nel 2015, il saggio aveva venduto oltre sette milioni di copie nei soli Stati Uniti.
Dalla sua prima edizione con copertina rigida, il libro ha avuto diverse ristampe in formato tascabile. Un'edizione del 25º anniversario (dai crimini) è stata pubblicata nel 1994 con un aggiornamento da parte di Bugliosi.